# Чемпионат СССР по современному пятиборью среди женщин 1990
VI Чемпионат СССР по современному пятиборью среди женщин проводился в столице Эстонии городе Таллин с 22 по 25 мая 1990 года. Впервые на чемпионатах СССР были разыграны медали в командном первенстве.
В соревнованиях участвовало 8 команд (по 4 спортсмена), которые представляли ведомственные общества: 4 команды — «Профсоюзы», 2 команды — «Динамо», 2 команды «Вооруженные Силы». В соответствии с Положением о проведении чемпионата СССР команда победитель определялась по сумме очков, набранные 3 лучшими из 4 спортсменок в каждой команде.
Всего на старт вышло 42 спортсменки-пятиборки, которые вступила в борьбу за медали в личном первенстве.

## Личное первенство
| Дисциплина        | Золото                                        | Серебро                             | Бронза                                             |
| Личное первенство | Татьяна Чернецкая · Москва · Вооруженные Силы | Ирина Краснова · Москва · Профсоюзы | Жанна Долгачева · Белорусская ССР · Гомель, Динамо |

- Итоговые результаты.

| Место | Спортсмен         | Республика, город, спортивное общество | Сумма очков |
| ----- | ----------------- | -------------------------------------- | ----------- |
| 1.    | Татьяна Чернецкая | Москва,Вооруженные Силы                | 5438        |
| 2.    | Ирина Краснова    | Москва,Профсоюзы                       | 5390        |
| 3.    | Жанна Долгачева   | Белорусская ССР, Гомель, Динамо        | 5344        |

## Чемпионат СССР. Командное первенство
Первыми в истории женского пятиборья победителями в командном первенстве стала команда Вооруженных Сил СССР в составе: Татьяна Чернецкая  Москва, Татьяна Нерода  Украинская ССР и Ольга Петропавловская (Резникова)  Москва.
| Место | Спортсмен                                                                                     | Спортивное общество  | Сумма очков |
| ----- | --------------------------------------------------------------------------------------------- | -------------------- | ----------- |
| 1.    | Татьяна Чернецкая Москва · Татьяна Нерода Украинская ССР Львов · Ольга Петропавловская Москва | Вооруженные Силы — 1 | 15 895      |
| 2.    | Светлана Султанова Башкирская АССР Уфа · Елена Городкова Москва · Светлана Краснова Москва    | Профсоюзы — 1        | 15 730      |
| 3.    | Ирина Краснова Москва · Марина Колонина Москва · Татьяна Литвинова Москва                     | Профсоюзы — 2        | 15 649      |